# Casco liso

Una comparación de la construcción de casco de tingladillo y casco liso. Las cuadernas de casco liso son mucho más pesadas que las costillas de un casco de tingladillo.

En náutica el casco liso es un método de construcción de embarcaciones en el que los tablones del casco se colocan borde contra borde y se sujetan a un marco robusto de cuadernas, formando así una superficie lisa. Tradicionalmente, los tablones no se unen ni se enganchan entre sí, sólo hay un sellador calafateado entre los tablones para mantener el casco estanco al agua. Los constructores de cascos lisos modernos pueden también unir los tablones entre sí con pegamentos y fijaciones.        

## Términos en el Mar del Norte
En Inglaterra se empleaban los términos del "Middle English" carvele, carvelle, carvile, kervel (“pequeño barco; caravel ”); del francés antiguo caruelle, carvelle, kirvelle . La palabra inglesa está relacionada con el holandés medio karveel .

## Historia
El barco danés de la edad de bronce, Hjortspring, es la primera evidencia de la construcción de casco de tingladillo en el norte de Europa que data del siglo IV a. Los ejemplos más conocidos de este tipo de construcción se atribuyen a los vikingos con barcos como el Oseberg, el Gokstad, los barcos vikingos de Roskilde y los naufragios del fiordo de Schlei, sólo por citar algunos. La construcción de casco liso fue uno de los desarrollos críticos que llevó a la preeminencia de la potencia marítima de la Europa occidental durante la era de la vela y aún después. La construcción de casco liso se desarrolló desde el antiguo método mediterráneo de unión de caja y mecha hasta la técnica de construcción del primer casco con esqueleto, que surgió paulatinamente en la época medieval. Los primeros grandes barcos construidos en casco liso fueron las carracas y carabelas de los siglos XIV y XV, desarrollados en la península ibérica y encargados por los reinos de Portugal, Aragón y Castilla en los viajes transoceánicos de la Edad de los Descubrimientos. El conflicto entre cristianos y musulmanes en la península ibérica iba oscilando hacia el bando cristiano, representado por los reinos de Aragón y Castilla (luego unidos como España, hacia la época de Cristóbal Colón ). La invención del casco liso se atribuye generalmente a los portugueses que fueron los primeros del período en explorar las islas atlánticas. Estos navegantes navegaron más al sur a lo largo de la costa de África, buscando una ruta comercial hacia Extremo Oriente para evitar los costosos intermediarios de las civilizaciones del Mediterráneo oriental que controlaban el comercio de las especies y sus rutas terrestres. Las especies, en aquellos tiempos, eran lujos caros y tenían un uso medicinal.

### Casco liso vs. casco de tingladillo
El casco de tingladillo era el método predominante de construcción de barcos utilizado en el norte de Europa antes de la casco liso. En los barcos construidos con casco de tingladillo , los bordes de los tablones se superponen; La construcción de casco liso con su fuerte marco de cuadernas da un casco más pesado pero más rígido, capaz de admitir una variedad de aparejos de vela. La construcción de casco de tingladillo implica tablones de "madera dividida" superpuestos longitudinalmente que se fijan entre sí sobre costillas muy ligeras. Un barco de casco liso tiene una superficie más lisa y da la impresión de que es más eficiente hidrodinámicamente, ya que los bordes de tablero expuestos a la corriente pueden provocar arrastre; ya que un casco de tingladillo tiene un área húmeda algo mayor, pero  para un tamaño determinado del barco, un casco casco liso no es necesariamente más eficiente:, el casco de casco de tingladillo es por lo general más ligero y desplaza menos agua que un casco casco liso, con una pesada estructura interna de cuadernas.
A medida que los cargueros se hicieron mayores, el peso del casco se vuelve pequeño en comparación con el desplazamiento total; y para un volumen externo determinado, existe un espacio interior mayor del casco disponible. Un casco de tingladillo cuyas costillas ocupan menos espacio que las de un casco liso es más adecuado para carga voluminosa que densa.
Una ventaja estructural de la construcción de casco de tingladillo es que constituye un barco que puede girar y flexionar con seguridad en torno a su eje largo (el que va de proa a popa). Ésta es una ventaja en el Atlántico Norte siempre que el barco tenga un pequeño desplazamiento global. Debido a la naturaleza ligera del método de construcción, el aumento de la manga no aumentó proporcionalmente la rigidez del barco bajo las fuerzas de torsión que surgen cuando, por ejemplo, se navega con viento de popa, y el tren de olas incide en el cuarto trasero en lugar de impactar directo contra la popa. En estas condiciones, para grandes anchos de manga los barcos pueden ser más vulnerables. A medida que las fuerzas de torsión aumentaban en proporción al peso desplazado (o de carga), las fuerzas incidentes sobre el casco impusieron un límite superior al tamaño de los barcos construidos con casco de tingladillo. La mayor rigidez de la construcción de casco liso se hizo necesaria para la estabilidad de los grandes cargueros en alta mar. Más tarde, los grandes barcos de vela construidos con casco liso pudieron superar "varias veces" el tamaño máximo de los barcos construidos con casco de tingladillo.
Otra limitación del casco de tingladillo es que no soporta con facilidad las cargas puntuales asociadas a las plataformas de vela  latina o sloop , y la práctica ha demostrado que, al menos algunas de estas velas en proa y en popa son deseables para la maniobrabilidad. El mismo problema a la hora de proporcionar cargas concentradas hace que haya dificultades para colocar y soportar una orza o una quilla profunda, muy necesarias cuando se navega al través o de bolina. Se pueden añadir bigas de refuerzo, pero siempre con cierta pérdida de los beneficios fundamentales de la sencillez de este método de construcción. De hecho, a construcción de casco de tingladillo sigue siendo un método útil de construcción para barcos de madera pequeños, especialmente los barcos de navegación marítima que deben ser lo suficientemente ligeros para ser fácilmente movidos y almacenados cuando están fuera del agua.

### Construcción de doble diagonal
La construcción de doble diagonal fue un desarrollo del siglo XIX. En lugar de un solo grosor de tablones de casco , había dos capas más finas. Se construía el casco monocasco interior, y antes de que se aplicara la capa exterior de tablones, el casco interior se cubría con una capa de lienzos de lino o calicó encolada sobre el casco. Después se añadía la segunda capa de tablones, con los nuevos tablones en ángulo respecto al de la primera capa. Este enfoque más moderno proporcionó un casco mucho más rígido y fuerte, siempre que el calafateado pudiera mantener la estanqueidad en el agua y evitar el deterioro del lino y el adhesivo. La construcción de lino fue quizás un precursor del moldeo en frío.

### Métodos modernos de casco liso
Los métodos tradicionales de casco liso dejan un pequeño espacio entre cada tablón que se calafatea con cualquier material fibroso, flexible y adecuado, a veces combinado con una sustancia de unión gruesa, que se desgastaría gradualmente y el casco se filtraría. Cuando la embarcación estaba varada durante un período de tiempo, los tablones se secaban y se encogían, de modo que cuando se flotó por primera vez, el casco se filtraría mal a no ser que se volviera a calafatear, un trabajo que requiere mucho de tiempo y exige físicamente. La variación moderna es utilizar tablones mucho más estrechos que están pegados por los bordes en lugar de ser calafateados. Con las pulidoras de potencia modernas se produce un casco mucho más liso, ya que se pueden eliminar todas las pequeñas crestas entre las tablas. Este método comenzó a ser más común en la década de 1960 con la disponibilidad más extendida de pegamentos impermeables, como el resorcinol (pegamento rojo) y luego la resina epoxi. Los modernos pegamentos impermeables, especialmente la resina epoxi, han provocado cambios revolucionarios en la construcción de casco liso y de casco de tingladillo. Tradicionalmente, las uñas proporcionaban la fuerza de sujeción; ahora es el pegamento. Desde la década de 1980 se ha vuelto bastante común que la construcción de casco liso y casco de tingladillo confíe casi completamente en pegamento para la fijación. Muchos barcos pequeños, especialmente esquifes de madera contrachapada ligera, se construyen sin ningún elemento de fijación mecánico tales como clavos y tornillos, ya que el pegamento es mucho más fuerte.

### Moldeado en frío
El moldeo en frío o el mostrador de tiras es un desarrollo más moderno de casco liso. Este último se utiliza para pequeñas embarcaciones y kayaks, para los que el casco está formado por tiras estrechas de madera construidas sobre una plantilla de madera, después enganchadas. Los barcos más grandes pueden tener dos o tres capas de tiras que, al ser una contrachapado preformado, forman un monocasco ligero, fuerte y rígido a la torsión que necesita poco o ningún enmarcado. El casco moldeado en frío puede tener un revestimiento epoxi (tanto en el exterior como en el interior) para la durabilidad y por estar estanco. El epoxi puede ser transparente (para mostrar la belleza de la madera) o de color y puede reforzarse con fibra de vidrio.